# Prvenstvo Hrvatske u curlingu 2010./11.
Prvenstvo Hrvatske u curlingu 2011. je šesto prvenstvo Hrvatske u ovom športu. 
Završnica se održala u Mađarskoj, u Budimpešti, zbog nedostatka nuždnih uvjeta u Hrvatskoj.
Sudjelovalo je ukupno 11 muških i ženskih sastava, a ukupno je sudjelovalo 7 klubova.

## Natjecateljski sustav
Igralo se dvokružno.
Prvi dio se igrao po ligaškom sustavu. Pobjednik svakog susreta se odlučivao igrom na šest dobivenih igara ("endova").
Drugi dio doigravanja se igrao po sustavu page playoff, koji je u primjeni u Kanadi.
Završnica se igrala na deset dobivenih igara (endova). Za ostale susrete se igralo na dobivenih osam igara.

### Muška konkurencija
Pobijedio je Zagreb. Doprvak je sastav Čudnovatog čunjaša I. Treći su curlingaši Legije.
Sudjelovalo je 5 sastava, a u doigravanje su ušle momčadi Čudnovatog čunjaša, Legije, Visa i Zagreba.

### Ženska konkurencija
Pobijedile su curlingašice Silenta koje je predvodila skiperica Melani Lušić. Doprvakinje su djevojčad Zagreba. Treće su curlingašice Legije.
Sudjelovalo je 6 sastava, a u doigravanje su ušle djevojčadi Crolinga, Legije, Silenta i Zagreba.
- završnica

Silent - Zagreb 9:5

## Europski kupovi
Hrvatski prvaci su izravno izborili nastup na europskom prvenstvu u švicarskoj Champeryju, dok prvakinje moraju igrati na izlučnim natjecanjima. 